# Karl Friedrich Paul
Karl Friedrich Paul (* 14. Februar 1915 in Crimmitschau; † 1969 in Oberbayern) war ein deutscher Kammersänger (Bariton).

## Leben und Wirken
Nach dem Schulbesuch besuchte er das Konservatorium in Leipzig. In Karlsruhe hatte er sein erstes Engagement, wo er als Amonasro in Verdis Aida auftrat. Danach wurde er Opernsänger in München sowie in Dresden. Er sang als lyrischer bis zum italienischen Bariton. Nach dem Zweiten Weltkrieg arbeitete er am Nationaltheater in Weimar und feierte als Papageno an der Staatsoper Dresden und am Staatstheater Karlsruhe Erfolge.